# ЗиЗи Топ
Зи Зи Топ (на английски: ZZ Top) е американска рок група от Хюстън, щата Тексас.
Създадена е през 1969 г. Най-популярна е през 1970-те и 1980-те години. Членове на групата в продължение на над 50 години неизменно са Били Гибънс (вокали и китара), Дъсти Хил (бас) и Франк Биърд (барабани). След смъртта на Дъсти Хил (юли 2021) бас китарист става техния дългогодишен технически сътрудник Елууд Франсис.
Сред най-големите хитове на групата са Blue Jean Blues, Gimme All Your Lovin, Legs и Sharp Dressed Man.

## История
Групата „Зи Зи Топ“ е известна и с отличителната си външност. „Запазена марка“ на Гибънс и Хил са дългите бради. Освен това „Зи Зи Топ“ са една от най-добрите блус групи на 70-те, а самият Джими Хендрикс казва за Били Гибънс, че е най-добрият блус китарист. Името на групата идва от Б. Б. Кинг, техен кумир, и искали да се нарекат „Зи Зи Кинг“ (Z.Z. King), но името им се сторило прекалено еднакво с това на Кинг, затова решили то да бъде „Зи Зи Топ“ (ZZ Top), което буквално преведено означава „ЗЗ Връх“, тъй като по онова време ББ Кинг е бил „на върха“. „Жилет“ предлага на Гибънс и Хил 1 милион долара през 1984 г., ако обръснат брадите си публично, но те отказват.

## Дискография

### Албуми
| Албум                | Дата              | Фирма за звукозапис  | Място в класацията на „Билборд“ |
| -------------------- | ----------------- | -------------------- | ------------------------------- |
| ZZ Top's First Album | 16 януари 1971    | London Records       | -                               |
| Rio Grande Mud       | 4 април 1972      | London Records       | 104                             |
| Tres Hombres         | 26 юли 1973       | London Records       | 8                               |
| Fandango!            | 18 април 1975     | London Records       | 10                              |
| Tejas                | 9 февруари 1977   | London Records       | 17                              |
| Degüello             | 27 август 1979    | Warner Bros. Records | 24                              |
| El Loco              | 30 ноември 1981   | Warner Bros. Records | 17                              |
| Eliminator           | 23 март 1983      | Warner Bros. Records | 9                               |
| Afterburner          | 28 октомври 1985  | Warner Bros. Records | 4                               |
| Recycler             | 23 март 1990      | Warner Bros. Records | 6                               |
| Antenna              | 18 януари 1994    | RCA                  | 14                              |
| Rhythmeen            | 17 септември 1996 | RCA                  | 29                              |
| XXX                  | 28 септември 1999 | RCA                  | 100                             |
| Mescalero            | 15 април 2003     | RCA                  | 57                              |
| La Futura            | 10 септември 2012 | American Recordings  | 6                               |

### Компилации
- The Best of ZZ Top, 21 март 1977
- Six Pack, 1987
- Greatest Hits, 14 април 1992
- One Foot in the Blues, 22 ноември 1994
- Chrome, Smoke & BBQ, 14 октомври 2003
- Rancho Texicano, 8 юни 2004
- Live from Texas, 28 октомври 2008
- Double Down Live, 20 октомври 2009

### Сингли
- Stalt Lick, 1970
- (Somebody Else Been) Shakin' Your Tree, 1971
- Francine, 1972
- La Grange, 1973
- Beer Drinkers & Hell Raisers, 1973
- Tush, 1975
- It's Only Love, 1976
- Arrested for Driving While Blind, 1977
- Enjoy and Get It On, 1977
- I Thank You, 1980
- Cheap Sunglasses, 1980
- Leila, 1981
- Tube Snake Boogie, 1981
- Pearl Necklace, 1981
- Gimme All Your Lovin, 1983
- Got Me Under Pressure, 1983
- Sharp Dressed Man, 1983
- TV Dinners, 1983
- Legs, 1984
- Sleeping Bag, 1985
- Can't Stop Rockin, 1985
- Stages, 1985
- Rough Boy, 1986
- Delirious, 1986
- Woke Up with Wood, 1986
- Velcro Fly, 1986
- Doubleback, 1990
- Concrete and Steel, 1990
- My Head's in Mississippi, 1990
- Give It Up, 1991
- Decision or Collision, 1991
- Viva Las Vegas, 1992
- Gun Love, 1992
- Pincushion, 1994
- Breakaway, 1994
- Girl in a T-Shirt, 1994
- Fuzzbox Voodoo, 1994
- She's Just Killing Me, 1996
- What's Up with That, 1996
- Bang Bang, 1996
- Rhythmeen, 1997
- Fearless Boogie, 1999
- 36-22-36, 2000
- Piece, 2003
- I Gotsta Get Paid, 2012